# Trofimovo (oblast de Nijni Novgorod)
Trofimovo (Трофимово) est un village de Russie situé dans le raïon de Lyskovo de l'oblast de Nijni Novgorod. C'est le siège administratif du conseil rural de Trofimovo qui regroupe six autres villages. Son église, dédiée à l'Épiphanie, a été construite en 2020-2022.

## Géographie
Le village se trouve dans la partie centrale de l'oblast de Nijni Novgorod dans une zone de conifères et de feuillus, sur le plateau de la Volga, au bord de la rivière Ouchakova, près de l'autoroute 22N-2938 au nord-est de la ville de Lyskovo. Il est à 88 mètres d'altitude.

## Population
- 2002 : 1401 habitants
- 2010 : 1362 habitants